# László Kiss
László Kiss (n. Taszár, Hungría, 12 de marzo de 1956) es un exfutbolista y actual entrenador húngaro, que jugaba de delantero y militó en diversos clubes de Hungría y Francia

## Selección nacional
Con la Selección de fútbol de Hungría, disputó 33 partidos internacionales y anotó 11 goles. Incluso participó con la selección húngara, en una sola edición de la Copa Mundial. La única participación de Kiss en un mundial, fue en la edición de España 1982. donde su selección quedó eliminado en la primera fase de la cita de España.

### Participaciones en Copas del Mundo
| Mundial                        | Sede   | Resultado    |
| ------------------------------ | ------ | ------------ |
| Copa Mundial de Fútbol de 1982 | España | Primera Fase |

## Clubes
| Club                | País    | Año         |
| ------------------- | ------- | ----------- |
| Pécsi Mecsek        | Hungría | 1974 - 1976 |
| Kaposvári Rákóczi   | Hungría | 1976 - 1978 |
| Vasas Budapest      | Hungría | 1978 - 1985 |
| Montpellier         | Francia | 1985 - 1987 |
| MTK Budapest        | Hungría | 1987 - 1988 |
| Erzsébeti Spartacus | Hungría | 1988 - 1989 |
| FC Veszprém         | Hungría | 1989        |
| Budapesti VSC       | Hungría | 1989 - 1991 |